# Berufsverband Deutscher Psychologinnen und Psychologen
Der Berufsverband Deutscher Psychologinnen und Psychologen e. V. (BDP) vertritt die beruflichen Interessen von niedergelassenen, selbstständigen und angestellten/beamteten Psychologen in Deutschland.

## Geschichte
Der Verband wurde auf Initiative einiger Psychologen in Hamburg am 5. Juni 1946 gegründet. Er ist einer der ältesten Berufsverbände Deutschlands. Bis 1995 die Psychologinnen in den Verbandsnamen aufgenommen wurden, nannte sich der Berufsverband noch „Berufsverband Deutscher Psychologen“. Zusammen mit der Deutschen Gesellschaft für Psychologie (DGPs) bildet der BDP die Föderation Deutscher Psychologenvereinigungen. Er war Gründungsmitglied der Europäischen Föderation Psychologische Berufsverbände (EFPA) und ist heute im Rahmen der Föderation Deutscher Psychologenvereinigungen dort Mitglied.

## Struktur des Verbands
Der Vorstand wird von der Delegiertenkonferenz für die Dauer von drei Jahren in geheimer Wahl gewählt. Er vertritt den Verband nach außen und führt die Verbandsgeschäfte. Präsidentin des BDP ist Thordis Bethlehem, die Vizepräsidenten sind Ralph Schliewenz und Susanne Berwanger. Das Präsidium wird vom Vorstand und den Vorsitzenden der Sektionen gebildet. Ihm obliegen die überregionalen und fächerübergreifenden Aufgaben. Vorstand und Präsidium legen hierüber der Delegiertenkonferenz Rechenschaft ab. Die Delegiertenkonferenz (DK) ist das zentrale legislative Organ des BDP. Sie bestimmt die Leitlinien der Verbandsarbeit durch Grundsatz- und Rahmenbeschlüsse und wählt die Mitglieder des Vorstands. Die Delegiertenkonferenz tritt mindestens zweimal jährlich zu einer ordentlichen Sitzung zusammen. Sitzungen der Delegiertenkonferenz sind verbandsöffentlich.

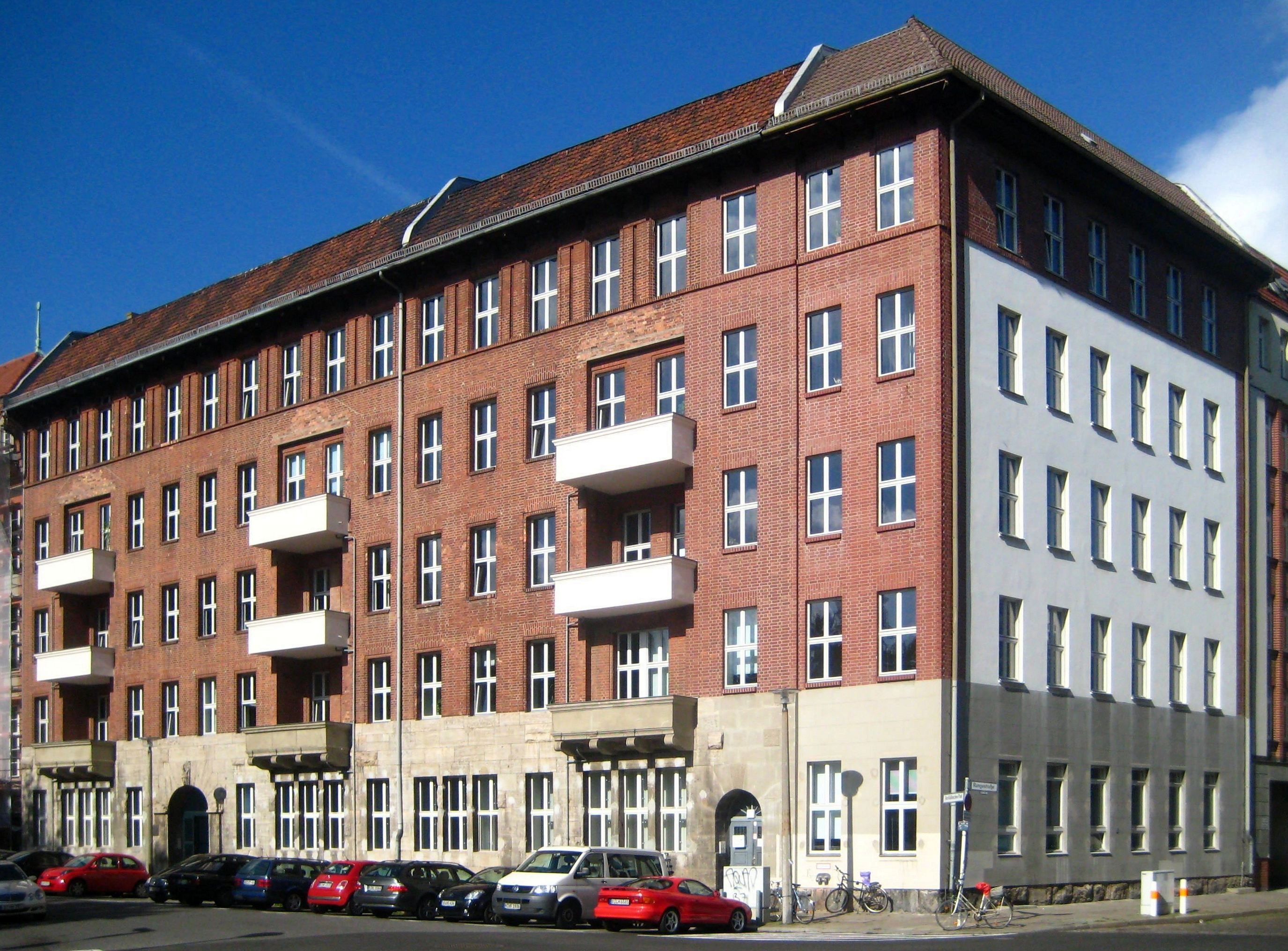
Haus der Psychologie in Berlin-Mitte; seit 2009 Sitz der Bundesgeschäftsstelle des BDP

Seit Sommer 2001 hat der Berufsverband seinen Sitz in Berlin und seine Bundesgeschäftsstelle in Berlin-Mitte. Gleichzeitig fungiert diese als Geschäftsstelle für einzelne Landesgruppen und Sektionen – andere unterhalten eigene Geschäftsstellen. Im Februar 2009 wurde die Bundesgeschäftsstelle ins neue Haus der Psychologie am Köllnischen Park in Berlin-Mitte verlegt; im Haus befindet sich auch die Psychologische Hochschule Berlin, deren Lehrbetrieb zum Wintersemester 2010/2011 gestartet ist.
Nach Eigenangaben werden etwa 11.000 Mitglieder durch den BDP vertreten (Stand: 2019). Die Mitglieder sind in 13 Landesgruppen und 11 Sektionen organisiert. Die Sektionen sind:
- Angestellte und Beamtete Psychologen
- Aus-, Fort- und Weiterbildung in Psychologie
- Freiberufliche Psychologen
- Gesundheits-/Umwelt-/Schriftpsychologie
- Klinische Psychologie
- Politische Psychologie
- Rechtspsychologie
- Schulpsychologie
- Verkehrspsychologie
- Verband Psychologischer Psychotherapeutinnen und Psychotherapeuten im BDP
- Wirtschaftspsychologie
- Studierende im BDP

## Aufgaben und Ziele
Seine Aufgabe versteht der Verband darin, das Wissen über den Menschen zu mehren und diese Kenntnisse und Fähigkeiten zum Wohle des Einzelnen und der Gesellschaft einzusetzen. Würde und Integrität des Individuums sollen besonders geachtet werden. Übergeordnetes Ziel ist die Erhaltung und der Schutz fundamentaler menschlicher Rechte.
Der Verband betreibt Öffentlichkeitsarbeit zu psychologischen und psychotherapeutischen Themen, u. a. durch Veranstaltungen, Pressemitteilungen sowie dem Report Psychologie. Er organisiert Weiterbildungen und vertritt die Mitglieder zu gesellschaftlichen und politischen Themen rund um die Fragen der Psychologie und Psychotherapie. Er äußert sich regelmäßig zu berufspolitischen und gesellschaftlich relevanten Themen und veröffentlicht Publikationen. Die Pressestelle vermittelt an Journalisten kostenlos Experten zu psychologischen Fragen.

## Tochtergesellschaften des BDP
Da der BDP als Verband gemeinnützig ist, wurden Aufgaben mit kommerziellem Hintergrund in GmbHs ausgegliedert, die sich zu 100 % im Eigentum des BDP befinden.
- Der Deutsche Psychologen Verlag (DPV) wurde 1984 gegründet. 4 Fachzeitschriften, Bücher und weitere Medien gehören zum Verlagsprogramm.
- Die Deutsche Psychologen Akademie bietet psychologische Aus-, Fort- und Weiterbildungen in Deutschland an.[8] Sie ging 1988 aus dem Bildungswerk des BDP hervor. Seit Dezember 1993 ist sie eine Tochtergesellschaft des Berufsverbandes. Zunächst mit Sitz in Bonn befindet sich die Geschäftsstelle seit 2009 im Haus der Psychologie in Berlin.[9] Mit über 300 Veranstaltungen jährlich ist die Deutsche Psychologen Akademie somit der größte Bildungsanbieter im Bereich der angewandten Psychologie.[10] Seit 2020 bietet die Bildungseinrichtung neben Präsenzseminaren auch Online-Formate an.
  - Die Berliner Akademie für Psychotherapie (BAP) ist eine Einrichtung der Deutschen Psychologen Akademie. Die BAP ist als staatlich anerkanntes Ausbildungsinstitut für die Ausbildung von Diplom-Psychologen zu Psychologischen Psychotherapeuten zuständig.[11] Die Deutsche Psychologen Akademie hat für diverse Zertifizierungen des BDP sowie der Föderation Deutscher Psychologen Vereinigungen (BDP mit der DGPs) das Antragsverfahren übernommen.[12] Ergänzend dazu werden Expertenregister geführt.[13]
  - Der Psychotherapie-Informationsdienst (PID) ist ein Dienstleistungsangebot der Deutschen Psychologen Akademie. Menschen, die kompetente Beratung zur Wahl der geeigneten Therapeutin oder des geeigneten Therapeuten benötigen, können entweder über die kostenlose Therapeutensuche in der Online-Datenbank selbst suchen oder die kostenlose Telefonberatung in Anspruch nehmen.
- Die Psychologische Hochschule Berlin wurde 2010 durch den Berufsverband Deutscher Psychologinnen und Psychologen gegründet.[14]

## Anerkennungsaufgaben
- Gütesiegel „Geprüfte Psychologische Online-Intervention“ und „Geprüfte Psychologische App“: Die Zertifizierung bestätigt die Wirksamkeit einer App-gestützten psychologischen Intervention und zusätzlich die Qualitätsaspekte Transparenz, Datenschutz, Nutzerfreundlichkeit und die Professionalität involvierter Personen einschließlich einer ethischen Verpflichtung. Für den Prüfungsprozess in Frage kommen digitale psychologische Gesundheitsangebote, die in qualifizierter Weise das psychische Wohlbefinden positiv beeinflussen sowie Transparenz und Sicherheit für Patienten gewährleisten.[15]
- Gütezeichen für Onlineberatung: Der BDP hat ein Gütezeichen für Onlineberatung entwickelt. Damit wird ein Mindestmaß an Qualität bei der psychologischen Beratung im Internet garantiert. Dazu gehören Fragen der Aus- und Weiterbildung, der Supervision und Fragen von Datenschutz und Datensicherheit bei Onlineberatung.
- Staatliche Beleihung: Mit Einführung der Fahrerlaubnisverordnung im Jahr 1999 erfolgte eine staatliche Beleihung des BDP mit der Aufgabe der amtlichen Anerkennung verkehrspsychologischer Berater (geregelt in § 71 FeV, vgl.[16]). Die Anerkennungsaufgabe liegt bei der Sektion Verkehrspsychologie.

## Vorsitzende (ab 1972 Präsidenten)
- 2023–2025 Thordis Bethlehem
- 2020–2022 Meltem Avci-Werning
- 2014–2019 Michael Krämer
- 2011–2013 Sabine Siegl
- 2005–2010 Carola Brücher-Albers
- 2002–2004 Gertraud Richardt
- 1990–2001 Lothar Hellfritsch
- 1987–1989 Angela Schorr
- 1984–1986 Rudolf Raber
- 1978–1983 Volker Ebel
- 1976–1977 W. Arnhold
- 1972–1976 Günther Kohlscheen
- 1968–1972 B. Kraak
- 1961–1968 C. Bondy
- 1956–1961 A. M. Däumling
- 1954–1956 A. Mayer
- 1949–1954 B. Herwig
- 6.1946–1949 W. Jacobsen, M. Simoneit (Gründungsvorstand)[17]

## Europäische und internationale Vernetzung
Mit dem Programm EuroPsy wurde ein einheitlicher europäischer Ausbildungsstandard für die akademische Psychologieausbildung geschaffen.
Im Rahmen der Föderation Deutscher Psychologenvereinigungen, gemeinsam mit der Deutschen Gesellschaft für Psychologie als der Wissenschaftsgesellschaft, ist der BDP Mitglied in den entsprechenden internationalen Gremien, so z. B. der International Union of Psychological Science (IUPsyS) und der Europäischen Föderation der Psychologenverbände (EFPA).

## Preise und Ehrungen
- Die Hugo-Münsterberg-Medaille für „besondere Verdienste um die Angewandte Psychologie“ wurde zwischen 1981 und 2007 verliehen.
- Der Deutsche Psychologiepreis für „herausragende Leistungen in der psychologischen Forschung mit hoher praktischer Bedeutung“ wird seit 1992 verliehen, gemeinsam mit der DGPs, der Bundespsychotherapeutenkammer und dem Leibniz-Zentrum für Psychologische Information und Dokumentation (ZPID).